# 아모스 브론슨 알코트

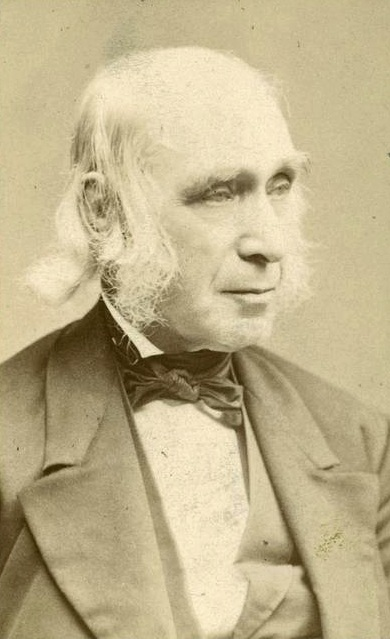

아모스 브론슨 알코트 ( Amos Bronson Alcott, 1799년 11월 29일 - 1888년 3월 4일 )는 미국 태생의 교사, 작가, 철학자, 개혁가이다.  교육자로서 젊은 학생들과 교류하는 새로운 방법을 개척하였는 데,  그것은 대화하는 스타일에 촛점을 맞추어 전통적인 체벌을 피하는 방법이었다.  그는 인간의 영성을 완비하기 위해 식물에 기반한 식이요법을 강구하였다.